# Tram STEL serie 93-96
Le vetture serie 93 ÷ 96 della STEL, poi passate all'ATM di Milano, sono una serie di elettromotrici costruite dalla OM nel 1930, per l'utilizzo sulle tranvie interurbane milanesi.
Le elettromotrici riprendevano il disegno della cassa delle vetture "Desio" e "Reggio Emilia" ma a differenza di esse avevano la struttura metallica anziché in legno.
Furono le prime elettromotrici ad essere equipaggiate con l'avviamento automatico e, all'epoca della costruzione, erano le più potenti del parco STEL.
Vennero costruite in 4 unità, divise in 2 sottoserie, al fine di sperimentare diverse soluzioni tecniche: le unità 93 e 94 furono poste al traino dei treni locali sulla linea Milano-Varedo; le 95 e 96, più potenti, dei diretti sulla linea Milano-Monza.
Distolte dal servizio negli anni ottanta la motrice 96 fu ceduta nel 1985 alla San Francisco Municipal Railway e da quest'ultima venduta nel 2003 all'Issaquah Valley Trolley Museum che l'ha poi ceduta di proprietà nel 2016 all'Oregon Electric Railway Museum.
Nei primi anni duemila le restanti unità di proprietà ATM 93,94,95 risultavano ancora esistenti seppure accantonate all'interno del deposito di Desio dove si trovano tuttora all'aperto in pessime condizioni.